# Mangun Jaya (Kota Kayu Agung)
Mangun Jaya is een bestuurslaag in het regentschap Ogan Komering Ilir van de provincie Zuid-Sumatra, Indonesië. Mangun Jaya telt 2967 inwoners (volkstelling 2010).